# Cats (film 1915)
Cats è un cortometraggio muto del 1915 diretto da Norval MacGregor.

## Produzione
Il film fu prodotto dalla Selig Polyscope Company.

## Distribuzione
Distribuito dalla General Film Company, il film - un cortometraggio in una bobina - uscì nelle sale cinematografiche statunitensi il 5 febbraio 1915. Non si conoscono altri dati del film che si basa su una storia di James Oliver Curwood.